# Тиоцианат серебра(I)
Ти́оциана́т серебра́(I) (рода́нистое серебро́, химическая формула — AgSCN) — неорганическая серебряная соль тиоциановой кислоты.
При стандартных условиях, тиоцианат серебра(I) — это белое кристаллическое вещество, разлагающееся при нагревании.

## Физические свойства
Не растворяется в воде. Кристаллогидратов не образует. 
Разлагается при взаимодействии с концентрированными кислотами и щелочами. Переводится в раствор за счёт комплексообразования.

## Химические свойства
Разложение (при температуре 170°C) на серебро, углерод и серу:
{\displaystyle {\mathsf {2AgSCN{\xrightarrow[{}]{>170^{o}C}}2Ag+N_{2}+2C+2S}}}
Взаимодействие с разбавленной серной кислотой приводит к образованию сульфоксида углерода, гидросульфата аммония и сульфата серебра:
{\displaystyle {\mathsf {2AgSCN+3H_{2}SO_{4}+2H_{2}O\rightarrow 2CSO+2NH_{4}HSO_{4}+Ag_{2}SO_{4}}}}
Взаимодействие с щелочами приводит к образованию тиоцианатов металлов щелочей и оксида серебра(I):
{\displaystyle {\mathsf {2AgSCN+2KOH\rightarrow 2KSCN+Ag_{2}O+H_{2}O}}}
Взаимодействие с раствором аммиака приводит к образованию тиоцианата серебра-аммония и воды:
{\displaystyle {\mathsf {AgSCN+2NH_{3}\cdot H_{2}O\rightarrow [Ag(NH_{3})_{2}]SCN+2H_{2}O}}}

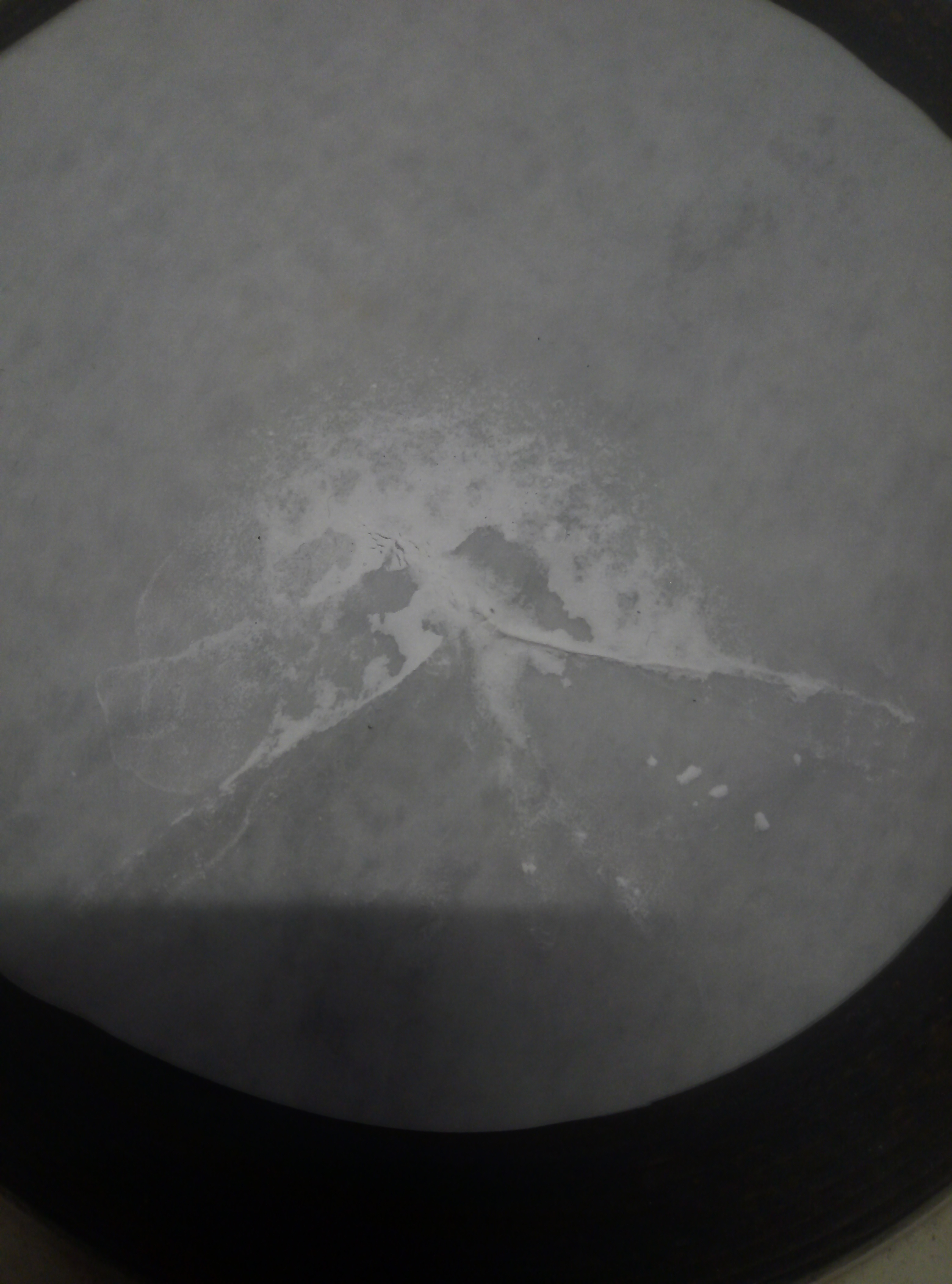
Тиоцианат серебра(I)

Взаимодействие с бромом приводит к образованию бромида серебра(I) и тиоциана:
{\displaystyle {\mathsf {2AgSCN+Br_{2}\rightarrow 2AgBr+(SCN)_{2}}}}

## Получение
Взаимодействие нитрата серебра(I) и тиоцианата калия приводит к образованию осадка тиоцианата серебра:
{\displaystyle {\mathsf {AgNO_{3}+KSCN\rightarrow AgSCN\downarrow +KNO_{3}}}}